# La carretera (pel·lícula de 2009)

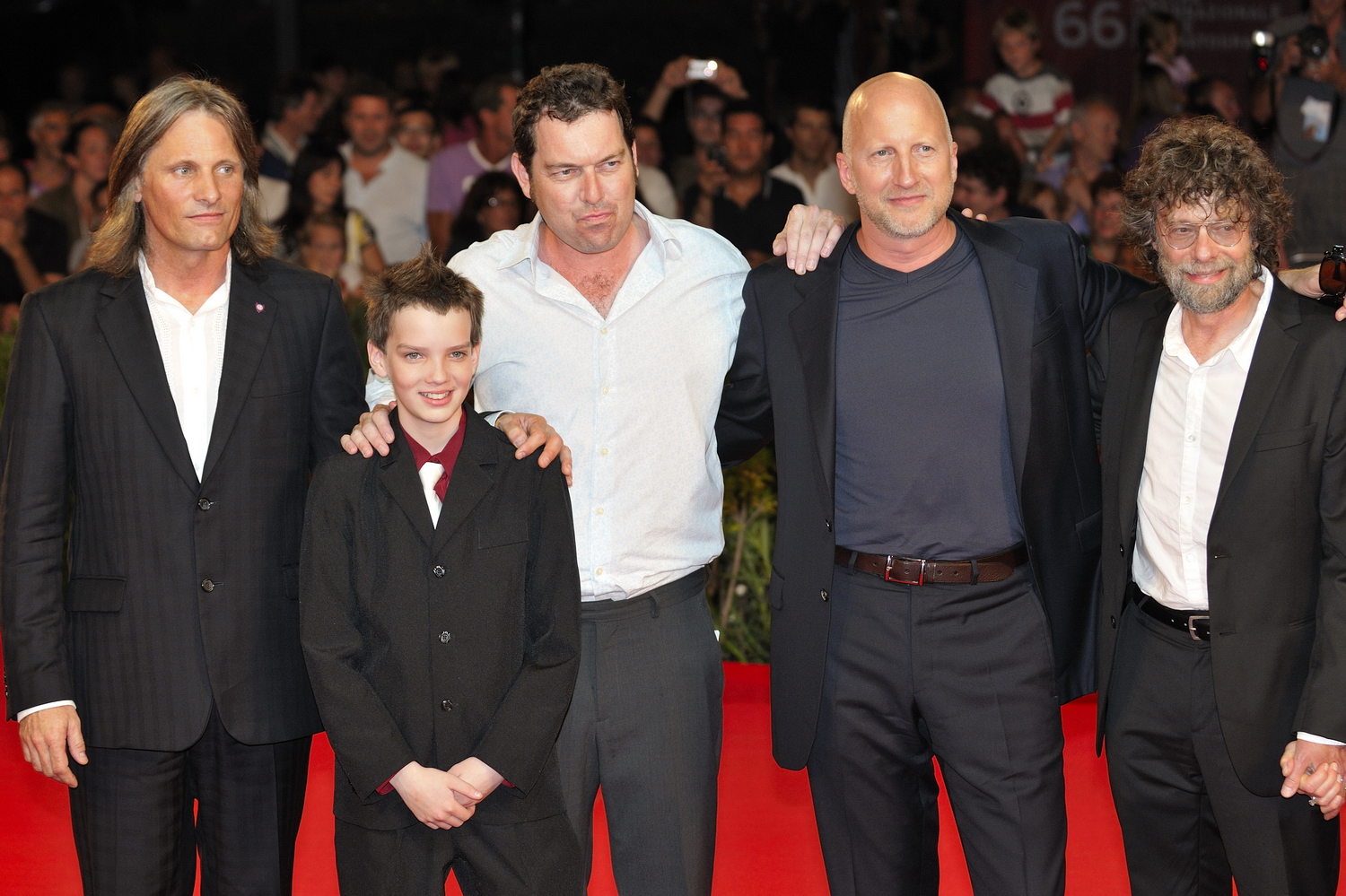
Presentació de l'equip de la pel·lícula al Festival de Venècia 2009

La carretera (títol original en anglès: The Road) és una pel·lícula estatunidenca de John Hillcoat adaptació de la novel·la homònima escrita per Cormac McCarthy. Reuneix Viggo Mortensen i el jove actor australià Kodi Smit-McPhee i, en papers secundaris, Robert Duvall, Charlize Theron i Guy Pearce.
Ha estat presentada en estrena mundial i en competició el 3 de setembre de 2009 a la Mostra de Venècia 2009, després als festivals de cinema de Telluride (Colorado), de Toronto, Sitges i Londres.
El 2010 es va publicar el doblatge en català en DVD, el 12 d'octubre de 2012 es va emetre per primer cop a TV3 i també es va editar una versió en valencià per À Punt.

## Argument
Deu anys després que el món explotés, sense que ningú sabés com. D'aquesta apocalipsi de natura indeterminada, els supervivents només recorden una gran claror encegadora.
Un home intenta fer camí amb el seu jove fill, travessant un territori devastat, sense aliments, sense energia, sense vegetació, per arribar al mar en direcció al sud.

## Repartiment
- Viggo Mortensen: el pare
- Kodi Smit-McPhee: el petit
- Charlize Theron: la mare
- Guy Pearce: el veterà
- Robert Duvall: el vell
- Michael Kenneth Williams: el lladre
- Garret Dillahunt: el membre de la banda
- Molly Parker: la dona maternal

## Al voltant de la pel·lícula
- Ha estat rodada sobretot a Pennsilvània (al voltant del llac Erie i a les zones mineres), a Louisiana (a les regions afectades per l'huracà Katrina) i a Oregon.[3]